# Fredrik Nordback
Fredrik Nordback (Hanko, 20 marzo 1979) è un ex calciatore finlandese, di ruolo centrocampista.

## Carriera

### Club
Durante la sua carriera ha giocato soltanto con l'Örebro, squadra in cui milita tuttora.

### Nazionale
Conta 7 presenze con la Nazionale finlandese.